# 木戸賢永
木戸　賢永（きど たかなが、1967年6月14日 - ）は、兵庫県淡路市出身のプロ野球選手（捕手）。

## 来歴・人物
津名高校では、1年夏に夏の県大会準優勝、1985年・3年夏の県大会では準々決勝で報徳学園高校に敗北し甲子園出場を逸する。高校では通算28本塁打を放つ。高校同期に外野手の吉田征人がいる。
1986年に南海ホークスへドラフト外で入団。一軍出場のないまま1988年に選手を引退し、翌年からブルペン捕手となり1991年には23歳でコーチ補佐となった。1992年からはチームスタッフとなった。

## 詳細情報

### 背番号
- 58 （1986年）
- 61 （1987年 - 1988年）
- 69 （1989年）
- 112 （1990年 - 1993年）